# Tragische Stimmung
Tragische Stimmung ist der Titel eines Gemäldes, das die russische Künstlerin Marianne von Werefkin im Jahre 1909 im bayerischen Alpenvorland malte. Das Werk gehört zum Bestand der Fondazione Marianne Werefkin in Ascona.
Das Gemälde wurde von dem Lenzburger Arzt Hans Müller (1897–1989) bei der Galerie Thannhauser erworben. Er bestimmte das Bild als Schenkung für die Fondazione Marianne Werefkin. Es trägt dort die Inventar-Nummer FMW-0-0-21.

## Technik und Maße
Es handelt sich um eine Temperamalerei auf Karton, 46,8 × 58,2 cm.

## Ikonographie
Von Werefkin und  Jawlensky erfährt man über die Murnauer Zeit durch schriftliche Zeugnisse so gut wie nichts. Doch manche ihrer Bilder haben einen erkennbar autobiographischen Charakter. Was das Verhältnis zwischen Werefkin und Jawlensky angeht, so spricht das Gemälde „Tragische Stimmung“ bei genauerer Kenntnis der Lebensgeschichte der beiden Künstler und bei sorgfältigem Hinsehen eine sehr deutliche Sprache.
Im Vordergrund, diesseits des Weges, steht mit verschränkten nackten Armen eine in sich verschlossene gesichtslose Frau, eine Magd. In Wirklichkeit handelt es sich um ein ironisches Selbstbildnis der Werefkin. Dies verdeutlicht ihr Lamento: „Ich bin zur Hure geworden und zur Küchenmagd, zur Krankenpflegerin und zur Gouvernante, nur um der großen Kunst zu dienen, einem Talent [Jawlensky], das ich für würdig hielt, das neue Werk zu verwirklichen [...] Und neben mir sagt die unbeirrbare, boshafte und widersprechende Stimme der Vernunft, dass das ein Wahnsinn ist.“ Im Hintergrund   jenseits des Weges   steht vor einem morbiden Gebäude ein Mann im Frack, einem Outfit, mit dem Werefkin Jawlensky verschiedentlich ausstattete.
Ein fein gekleideter Herr und eine Magd in Arbeitskleidung bilden an und für sich schon als Ikonographie einen bildlichen Missklang. Dieser geht konform mit Werefkins Farbentscheidung für die beiden Farben Rot und Blau, die eine fast unerträgliche Dissonanz im Einklang mit dem Bildinhalt erzeugen. Schwarze Wolken über einem violetten Himmel tun ein Übriges, um den Bildtitel zu rechtfertigen. Es handelt sich um eine „dissonante“ Malerei in „schmutziger“ Farbgebung, deren besonderen Wert Kandinsky erst 1911 erkennen sollte: „Rot [...] ist wie eine gleichmäßig glühende Leidenschaft [...] die sich aber durch Blau löschen läßt, wie glühendes Eisen durch Wasser“, schrieb er.

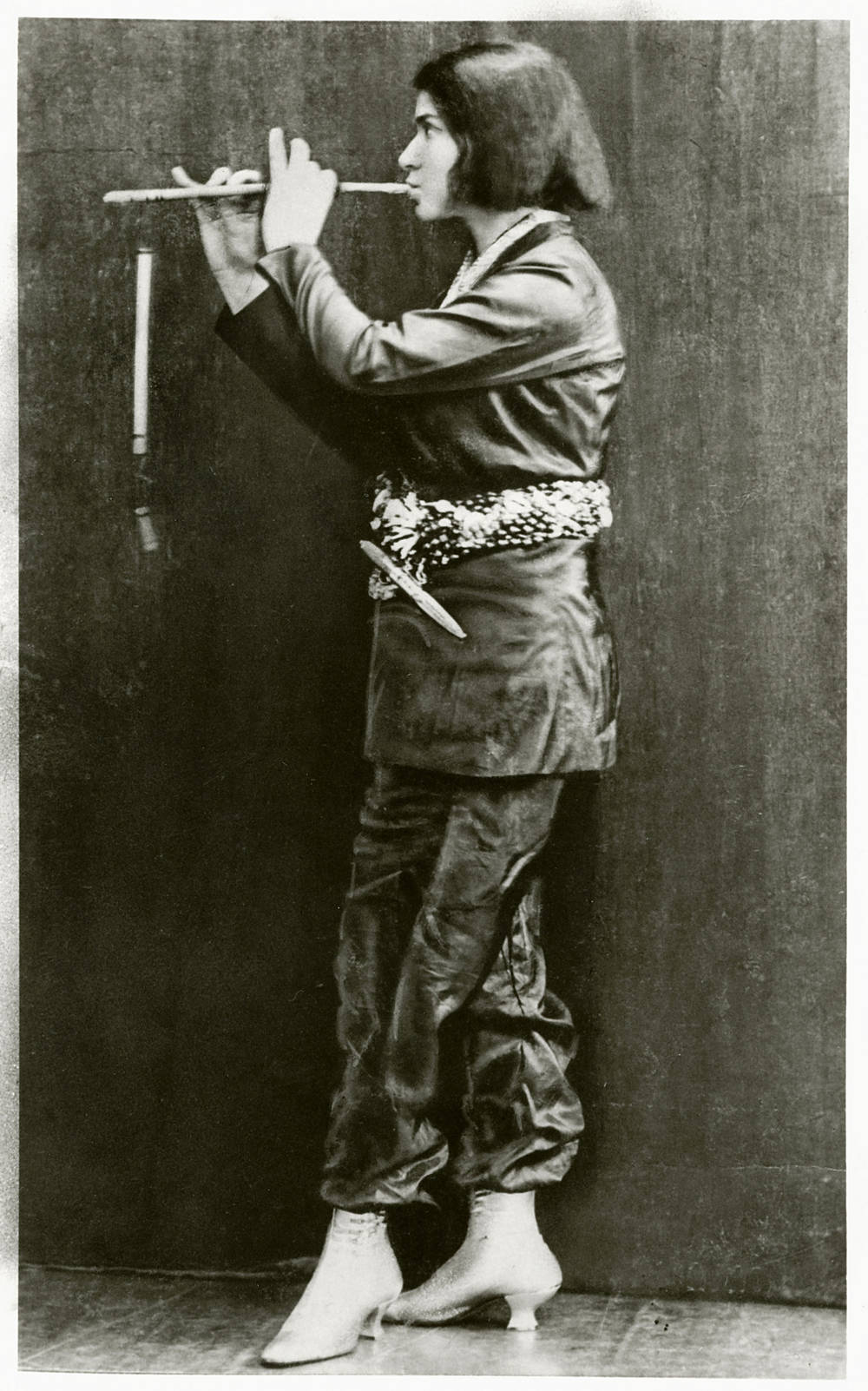
Lasker-Schüler in ihrem geliebten orientalischen Kostüm als „Prinz Yussuf“ (1912)

Die Konfliktsituation, die das Bild „Tragische Stimmung“ illustriert, steigerte sich zum Ende des Jahres 1909. Werefkin zog daraus die Konsequenz und reiste alleine nach Litauen zu ihrem Bruder Peter, der in Kownow Gouverneur war. Dort blieb sie bis Ostern 1910. Mit dem Gemälde „In die Nacht hinein“, das Werefkin dort malte, schildert sie ihre bejammernswerte Situation mit Jawlensky – wenn auch verschlüsselt – ein weiteres Mal. Das Problem der Beziehung zwischen Werefkin und Jawlensky erkennend, beschrieb Else Lasker-Schüler mit dichterischen Worten: „Mariannens Seele und ihr unbändig Herz spielen gern zusammen Freud und Leid.“